# Twemlow
Twemlow est une localité anglaise située dans le comté de Cheshire.